# Landerupgård
Landerupgård er en ejendom i Kolding Kommune (Sønder Vilstrup Sogn i det tidligere Brusk Herred). Ejendommen blev i 1867 indrettet som filial af opdragelsesanstalten Flakkebjerg. Leder for begge institutioner var C.C. Møller, men den daglige ledelse af filialen blev forestået af hans søn Andreas Møller Senere blev ejendommen brugt som behandlingshjem/skolehjem. Under Bøje Rasmussen, der var forstander 1912-1956, fik skolehjemmet en koloni på Holmsland Klit (dog ejet delvis af forstanderen). Behandlingshjemmet lukkede i 2015. Kolding Kommune har besluttet at ejendommen skal huse flygtninge.

## Historie
- 1546 Kronen fik gården ved mageskift med Peder Ebbesen Galt[6]
- 1573 Gården lå under Koldinghus[7]
- 1688 Ryttergods, brugt af 1 bonde[8]
- 1834 var Mette Bertelsdatter[9], 30 år, bestyrerinde[10]
- 1845 ejede Mette Bertelsdatter, 41 år, gården[11]
- 1867 solgte Mette Bertelsdatters arvinger ejendommen til opdragelsesanstalten i Flakkebjerg[12][13]
- 1876 fik opdragelsesanstalten kongelig bevilling på sammenlægning af to matrikler[14]

## Eksterne links
- Landerupgaard 1946 - 1953 (Webside ikke længere tilgængelig) af Bent Rosenmejer
- Drengene fra Landerupgaard, Flickr-album fra Aagaards Billeder, Kolding Stadsarkiv

55°34′06″N 9°33′08″Ø / 55.5684°N 9.5523°Ø